# Benfe (Erndtebrück)

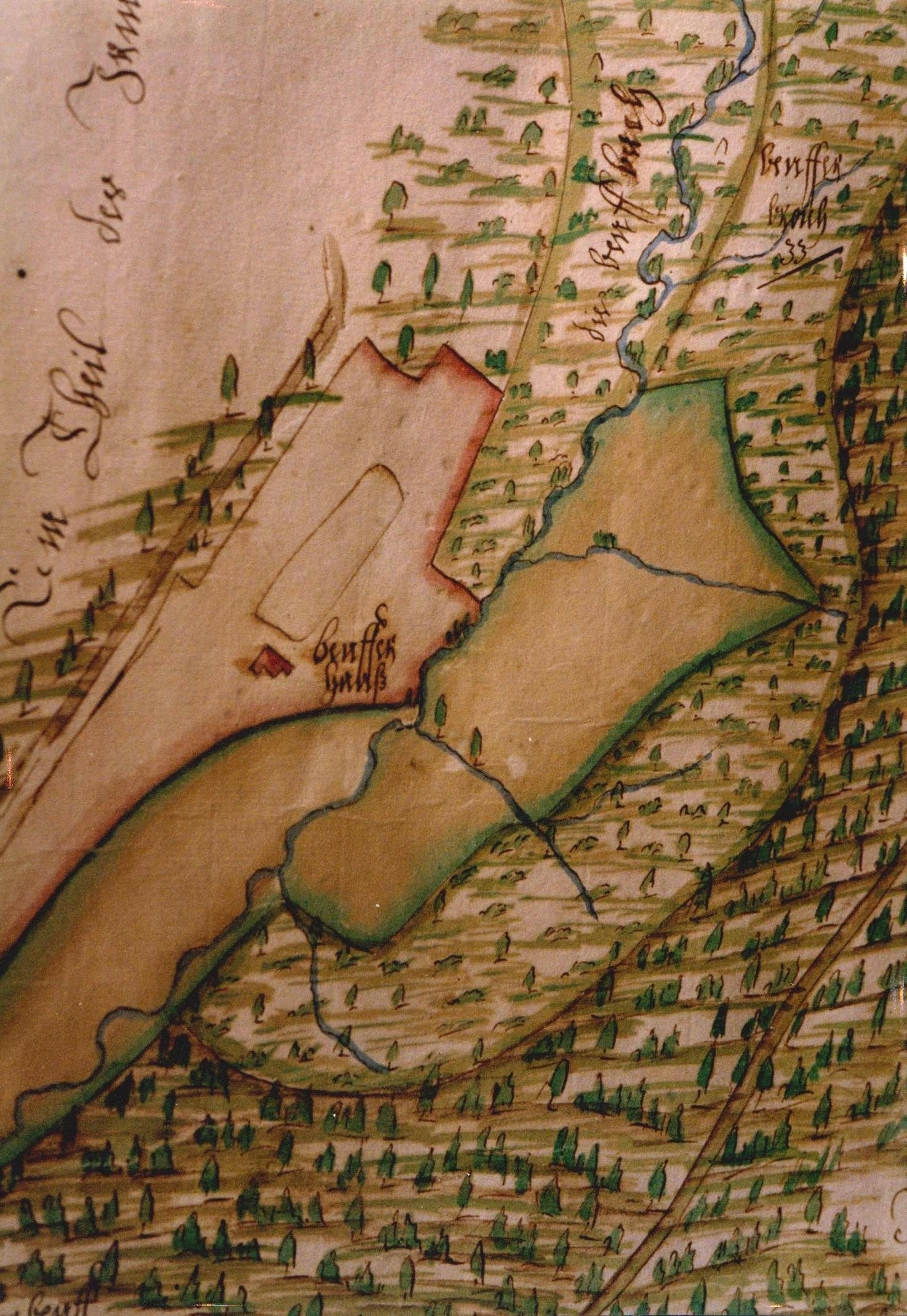
Aufnahme aus dem Forstatlas der Grafschaft Wittgenstein von 1739. Die Karte zeigt das erste Haus in Benfe, erbaut um 1713.

Benfe (auch die Benfe, mundartlich e da Benfe) ist der am höchsten gelegene Ortsteil von Erndtebrück im Kreis Siegen-Wittgenstein in Nordrhein-Westfalen. Das Dorf hat etwa 370 Einwohner.

## Geographie

### Lage
Benfe liegt auf einem Hochplateau am südwestlichen Rand des Wittgensteiner Lands. Es befindet sich im Südteil des Rothaargebirges bzw. im Naturpark Sauerland-Rothaargebirge. In der Umgebung liegen unter anderem die Quellen von Sieg, Eder und Lahn sowie auch der Benfe, die den Ort als Eder-Zufluss unmittelbar östlich umfließt. Benfe ist eingebettet zwischen dem Kleinen Kopf (615,6 m ü. NN; Norden), dem Weibelskopf (620,7 m ü. NN; Osten), dem Aukopf (644,9 m ü. NN; Süden) und dem Jagdberg (634,5 m ü. NN; Nordwesten) und liegt auf 550 bis 590 m ü. NN. Durch das Dorf führt die Kohlenstraße (einstiger Wirtschaftsweg zwischen Wittgensteiner Land und Siegerland) und durch die südlichen Dorfteile u. a. der Rothaarsteig und der Siegerland-Höhenring, die hier streckengleich sind. In den Tallagen unterhalb des Dorfes vorgenommene Temperaturmessungen der letzten Jahre indizieren, dass das Benfetal das kälteste Tal in Nordwestdeutschland ist. Zur Absicherung des Ergebnisses wurde dort eine Wetterstation eingerichtet und am 18. November 2019 freigeschaltet.

### Nachbarorte
Nachbarorte von Benfe sind Erndtebrück im Norden, Rückershausen im Nordosten, Volkholz im Osten, Großenbach im Südsüdosten, Walpersdorf im Südsüdwesten, Sohlbach im Westnordwesten und Lützel im Nordwesten.

## Geschichte
Im Mannbuch des Herrn von Bicken, einem Lehnsregister aus dem Jahr 1344, wird die noch unbewohnte Gegend erstmals erwähnt: Das „Gewelde und Gehölze heißt die Benphe“. Weitere Beurkundungen des Raumes auf der Benfer Hochfläche finden bei Grenzbeschreibungen in den Jahren 1515 und 1630 statt. Im Jahre 1713 begann mit Johann Jost Hippenstiel (1665–1738) die Besiedelung. Die ersten Siedler waren Köhler. Die Eisenhämmer in Ludwigseck benötigten eine große Menge an Holzkohle. Die waldreiche Region bot die besten Voraussetzungen für das Köhlerhandwerk. 1758 zählte Benfe zwei Kanongüter, zwei weitere Dorfbewohner werden in der Untertanenliste des „Feudinger Viertels“ als Beisitzer erwähnt. Ab 1819 gehörte der Ort zum Schultheißenbezirk Erndtebrück. 1845 war Benfe ein Teil des Amtes Erndtebrück.
Die Lage des Wittgensteiner Dorfes in unmittelbarer Nähe zum Siegerland brachte es mit sich, dass einige Dorfbewohner zu Beginn des 20. Jahrhunderts begannen, an der Kohlenstraße, südwestlich des Dorfes Benfe zu siedeln. Dort hatte die Oberförsterei Netphen um 1900 eine kleine Dienstwohnung eingerichtet, die mit dem Neubau des Forsthauses Hohenroth im Jahre 1910 wieder aufgegeben wurde. 1911 konnte das bescheidene Anwesen auf dem Gebiet der Gemeinde Nauholz, das sog. „Waldheim“ von einem Benfer Waldarbeiter erworben und ausgebaut werden. Im Laufe der 1930er Jahre wurden am Dorfrand von Benfe noch zwei weitere Häuser gebaut. Diese neue Siedlung wurde nach der ehemaligen Försterwohnung „Waldheim“ genannt. Bereits am 29. April 1914 stellte der Amtmann von Netphen bei der Gemeinde Benfe den Antrag, ein Kind der Siedlung „Waldheim“ solle „gastweise“ und gegen Zahlung von Schulgeld die Dorfschule in Benfe besuchen, da ihm der weite Schulweg nach Brauersdorf nicht zuzumuten sei. Am 6. November 1935 stellten die Einwohner von Waldheim erfolgreich einen Antrag auf Umpfarrung zur Kirchengemeinde Erndtebrück. Am 7. August 1967 beschloss der Rat der Gemeinde Nauholz auf Antrag der betroffenen Einwohner die Ausgliederung des Gemeindebezirks „Waldheim“. Durch Erlass des IM NRW vom 17. April 1968 wurde die Eingliederung der Siedlung „Waldheim“ in die Gemeinde Benfe besiegelt. Im Jahr 2018 befinden sich hier inzwischen neun Häuser.
Ab 1952 errichtete die Deutsche Bauernsiedlung in Röspe und Ludwigseck zwei Neubausiedlungen im Kreis Wittgenstein. Der Bau der „Siedlung Ludwigseck“, erfolgte etwa zur Hälfte auf dem Gemeindegebiet Benfe. Hier fanden Vertriebene aus Schlesien sowie Ost- und Westpreußen eine neue Heimat und sorgten für einen deutlichen Bevölkerungsanstieg in der Gemeinde.
Der Ort gehört seit der Gebietsreform, die am 1. Januar 1975 in Kraft trat, zur Gemeinde Erndtebrück und war bis zur Eingemeindung eine selbstständige Gemeinde im damaligen Kreis Wittgenstein.

### Einwohnerentwicklung

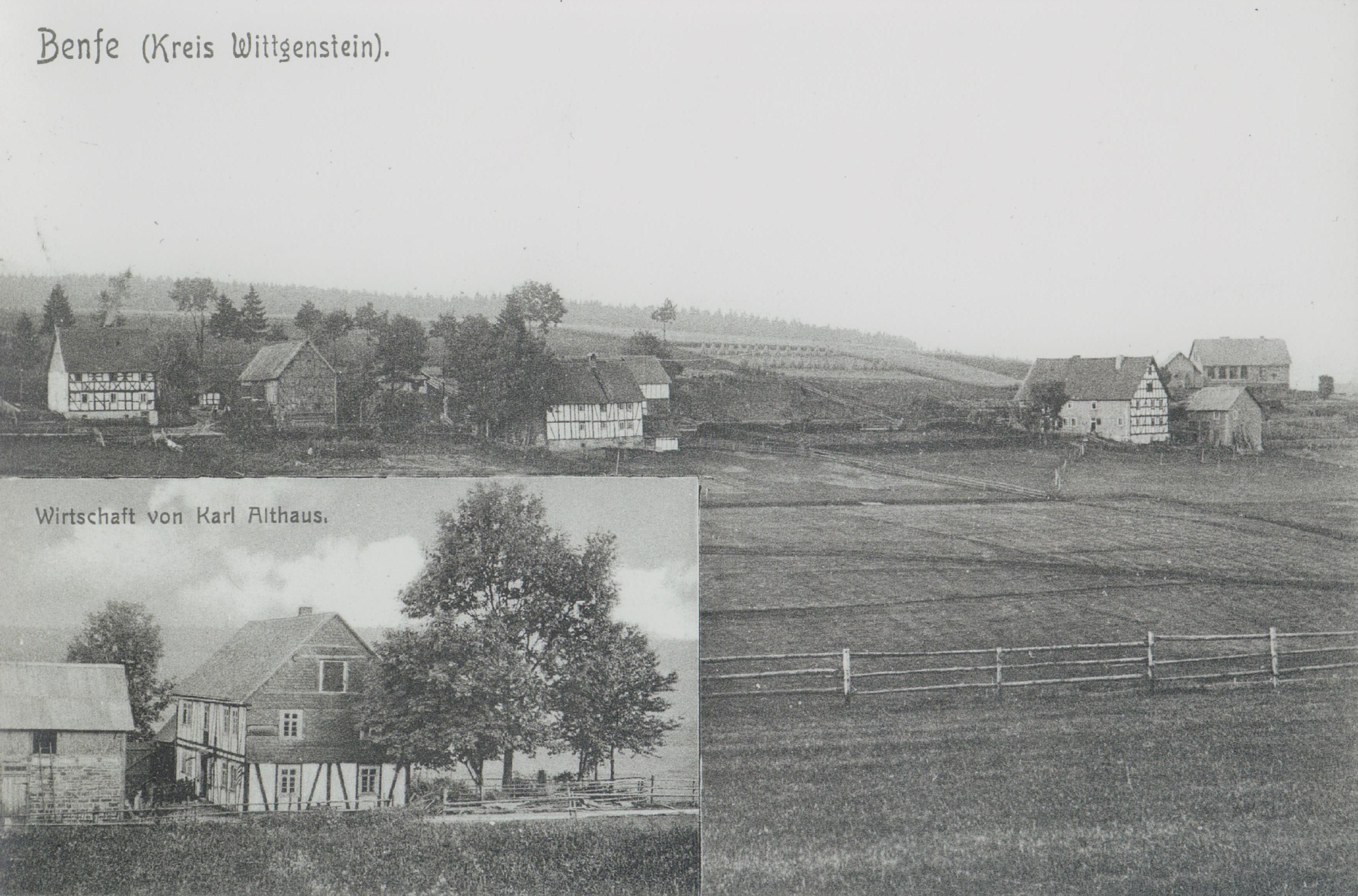
Postkartenansicht Benfe von 1910. Fotograf unbekannt. Scan vom 4. April 2014. Ansicht vom Oberdorf Benfe; im Hintergrund rechts: Rohbau der Dorfschule Benfe, nachdem der Vorgängerbau abgebrannt war.

- Postkartenansicht Benfe von 1910. Fotograf unbekannt. Scan vom 4. April 2014. Ansicht vom Oberdorf Benfe; im Hintergrund rechts: Rohbau der Dorfschule Benfe, nachdem der Vorgängerbau abgebrannt war.1819: 048 Einwohner in 05 Häusern
- 1854: 128 Einwohner in 13 Häusern
- 1900: 156 Einwohner
- 1925: 210 Einwohner
- 1939: 208 Einwohner[18]
- 1946: 275 Einwohner[18]
- 1956: 422 Einwohner[18]
- 1961: 364 Einwohner[17]
- 1968: 394 Einwohner in 65 Häusern[19]
- 1970: 383 Einwohner[17]
- 1974: 380 Einwohner[20]
- 1992: 384 Einwohner[21]
- 1995: 446 Einwohner
- 1997: 432 Einwohner
- 2000: 451 Einwohner
- 2002: 457 Einwohner
- 2005: 431 Einwohner
- 2007: 421 Einwohner
- 2010: 395 Einwohner
- 2012: 395 Einwohner
- 2018: 388 Einwohner[1]
- 2020: 384 Einwohner
- 2022: 373 Einwohner